# Odsonne Édouard
Odsonne Édouard (* 16. Januar 1998 in Kourou, Französisch-Guayana) ist ein französischer Fußballspieler, der als Leihspieler von Crystal Palace bei Leicester City unter Vertrag steht.

## Karriere
Édouard, der seit 2011 die Jugendabteilung Paris Saint-Germains erfolgreich durchlief, debütierte 2016 im Profikader. Am 8. August 2016 wechselte er bis zum Ende der Saison 2016/17 auf Leihbasis zum FC Toulouse. Sein Ligue 1-Debüt gab er am 14. August 2016 gegen Olympique Marseille.
Am 31. August 2017 wechselte Édouard bis zum Ende der Saison 2017/18 auf Leihbasis in die Scottish Premiership zu Celtic Glasgow. Bei seinem Debüt für Celtic am 8. September 2017 gelang ihm gegen Hamilton Academical gleich der erste Treffer. In seinem fünften Ligaspiel erzielte er gegen den FC Motherwell am 2. Dezember 2017 einen Hattrick. Insgesamt steuerte er in 22 Ligaspielen neun Treffer zum Gewinn der schottischen Meisterschaft bei. Zudem wurde er Pokalsieger und Ligapokalsieger. Zur Saison 2018/19 erwarb Celtic Glasgow für die damalige klubinterne Rekordablösesumme die Transferrechte an ihm und stattete ihn mit einem Vertrag mit einer Laufzeit bis zum 30. Juni 2022 aus. Mit Celtic wurde Édouard jeweils dreimal Meister, Pokalsieger und Ligapokalsieger. Zudem wurde er 2020 und 2021 Torschützenkönig. Ein Jahr vor dem Vertragsende wechselte er im August 2021 zu Crystal Palace in die englische Premier League.
Im August 2024 wurde er an Leicester City verliehen.
Er spielte außerdem für verschiedene französische Juniorennationalmannschaften.

## Erfolge
mit Celtic Glasgow:
- Schottischer Meister: 2018, 2019, 2020
- Schottischer Pokalsieger: 2018, 2019, 2020
- Schottischer Ligapokal: 2018, 2019, 2020